# Gymnastes (Paragymnastes) malaysiensis
Gymnastes (Paragymnastes) malaysiensis is een tweevleugelige uit de familie steltmuggen (Limoniidae). De soort komt voor in het Oriëntaals gebied.